# Soro antilonômico
O soro antilonômico é um soro utilizado no tratamento de acidentes causados pela taturana da Lonomia obliqua e produzido pelo Instituto Butantan.
A taturana oblíqua, assim como outras taturanas, possui cerdas pontiagudas e venenosas. Quando uma pessoa toca a taturana com uma parte descoberta do corpo pode sofrer queimaduras com inchaço e vermelhidão local. Acidentes com a taturana oblíqua são mais graves, podendo causar hemorragia e insuficiência renal e levar à morte.  
Os sintomas do contato com o veneno da Lonomia obliqua foram descritos em 1989 após a ocorrência de diversos acidentes em Passo Fundo - RS. O soro foi desenvolvido em 1994 por uma equipe do Instituto Butantan e desde que começou a ser utilizado não foram registrados casos de óbito.
Para a produção do soro antilonômico, o Instituto Butantan utiliza as lagartas vivas, que são anestesiadas em gelo seco para se conservar as proteínas. Com o inseto anestesiado, as cerdas são retiradas com uma tesoura pequena e pontiaguda. É nas cerdas que está a toxina utilizada na produção do soro. As cerdas também devem ser conservadas à temperatura mínima de 0º, em gelo. São necessárias 200 lagartas para se conseguir 50 ml de extrato bruto. Após a obtenção, o extrato é dosado e aplicado em cavalos, seguindo a mesma metodologia da produção de outros soros.